# ブラウン通り三番目
『ブラウン通り三番目』（ブラウンとおりさんばんめ）はソフトハウスキャラから2003年3月28日に発売されたアダルトゲーム。

## 概要
ソフトハウスキャラ6作目のSLGである本作は、プレイヤーは冒険者の店の主人となり冒険者に依頼の斡旋やアイテムの販売などを行い店を維持するのを目的とする。
本作は周回プレイができることを前提として作られており、二周目以降から発生するイベントも存在する。

## システム
一般的な経営SLGと同じく商品の価格設定などをこなしながらお金を稼ぐことになるが、冒険者への依頼の斡旋等他のSLGと異なる点もある。目玉と言ってもいい依頼の斡旋では、「どこで」「だれを」「どうしてほしい」方式で依頼書を作り、滞在する冒険者に渡し成功すれば仲介料を貰える仕組みになっている。この依頼書はやり方によってはかなり珍妙な物が作成できる。
販売する商品や内装もプレイヤーの自由であるほか、売春宿の経営も可能である。
また、ヒロインであるリズィとの夫婦生活を楽しむこともできるほか、他の女と浮気することもできる。浮気をした場合、店の経営が改善される一方リズィが泣いてしまう。

## ストーリー
ジャックは冒険者を引退してから貿易商の両親の元で商いを営み一端の商売人になったが、またフラッと家を出られては困ると両親の薦めで許嫁を迎えに行くことになる。馴れない街で迷いながらもなんとか見つけた許嫁・リズィは今にも潰れそうな店を一人で切り盛りしていた。実家へ連れていこうとするが店に固執する許嫁に感化され共に店を経営することになる。

## 世界設定
カナード
本作の舞台となる街で、周辺地域を統治する王都。王城が街の端に位置し、その前にある中央広場を頂点にして扇状に市街地が広がっている。この世界においては非常に大規模な都市で、他所から来た者は地図を頼らないと迷ってしまうほど広く、少なくとも18軒の宿屋がある。
ホーネット
リズィが祖父から受け継ぎ、ジャックが経営再建を手伝うことになる店。かつては冒険者の店として賑わっていた。所在地は、カナード東地区ブラウン通り三番目。看板に描かれているイメージキャラクターは、ゲームメーカーハドソンのトレードマーク「ハチ助」に酷似している。
マロンバロン
マーチェリッカが経営するカナードでも有数の店。宿屋・酒場・娼館を兼ねている。所在地はカナード西地区。マーチェリッカの方針で、無用のトラブルを避けかつ客へ平等なサービスを行うため、従業員は客からチップを受け取ることを禁じられている。なお、店舗の地下部分には盗賊協会の本部がある。
英雄冒険者パーティ「銀」
数年前に突然解散した伝説的な冒険者パーティ。メンバーは、英雄騎士ガーランド、炎のセラ、金瞳のジャック、神腕のロバート、鋼のグランディ、雷音のレイラ、の6人。解散後、某国王女の婿に迎えられたガーランド以外の5人は、消息不明になっている。魔王を倒したことで勇名を馳せた冒険者パーティ「完璧なる黄金」（「ウィザーズクライマー」を参照）を目標に結成された。

## メインキャラクター
ジャック・ゴールドアイ
主人公。名家ゴールドアイ家の跡取りである20代の男性。元英雄冒険者パーティ「銀」のメンバーで、通称「金瞳のジャック」。数年前に事故により利き腕を負傷して剣を扱えなくなったため冒険者を引退し、実家に戻り家業を手伝っていた。リズィと結婚して共に店をもり立てることを誓う。名前にもある金の眼は商才の証でもある。かつて冒険者仲間のセラと交際している時期があった。得意料理は「かつ丼」。他のソフトハウスキャラの主人公とは対照的に、妻に対しては一途なところがある。
リズィ・コリント
声：大波こなみ
ゲームを開始してすぐ結婚することになる主人公の許嫁。元々名家のコリント家の娘だったが両親、祖父が亡くなった後は遺産を切り崩しながら、かろうじて冒険者の店「ホーネット」を維持している。おとなしく気の弱い少女であるが、親友のマーチェリッカがジャックに惹かれていることにいち早く気付き、彼女を牽制して見せるような強さも持っている。幼い頃に水路に落ちて溺れかけたところを、たまたま街に滞在していて現場を通りかかったジャックによって救われた事がある。
マーチェリッカ・カテジナホーン
声：羽賀ゆい
ライバル店である「マロンバロン」の女店長にしてリズィの親友。カナード商工会会長であり、同街の盗賊協会会長も務めている。有数の名家の令嬢である身の経験から「親同士が勝手に決めた結婚」を強く嫌悪しており、リズィとジャックの結婚を知った当初は激怒したものの、後に理解を示す。親友の夫であるジャックに惹かれている自分に気付き、思い悩むことに。特技は暗記で、カナードに住む全戸の名前を記憶している。
ラネット・マイストーン
声：春日アン
冒険者志望の女の子（職業は戦士）。兄弟姉妹合わせて19人の家計を支えようと冒険者になるが、冒険者としての才能は低くウェイトレスを兼業することになる。グランディから剣術の指南を受けているので、ジャックの孫弟子ということになる。冒険者パーティ「ラネットとその仲間達」のリーダー。
グランディ・アイアン
声：内野一
元英雄冒険者パーティ「銀」のメンバーで、通称「鋼のグランディ」。「銀」解散後も、新たに仲間を集めて冒険者を続けている凄腕の戦士。剣術の師匠はジャックである。冒険者パーティ「グランディソード」のリーダー。
セラ・エンジェルスカイ
声：紫苑みやび
元英雄冒険者パーティ「銀」のメンバーで、現役時代は「炎のセラ」という異名を持つ魔法使いだった。「銀」解散後は旅回りの歌姫として生活している。かつてジャックと交際している時期があった。愛称は「セラ姉」。

### サブキャラクター
ヘンドリック
声：植木亨
カテジナホーン家に仕える執事風の大柄な老人で、「マロンバロン」のフロア長。物腰の柔らかな紳士だが、ゴールドアイ家を警戒して「ホーネット」を手下に監視させるなど、裏の役割も担っている。何故かグランディと気が合い、意気投合している。
アリオ
声：宇佐美桃香
ゴールドアイ家に仕えるメイド風の女性。幼い頃のジャックの養育係を務めていた。スパルタ方針だったため、現在でもジャックは彼女を前にすると無意識に身構えてしまう。
ラン、ニカ、ネネ
「マロンバロン」でトラブルを起こして「ホーネット」に引き取られた娼婦3人娘。全員巨乳。「ホーネット」に来るや否やジャックにまとわりつき、リズィを怒らせる。
女冒険者
声：冨樫ケイ
「ホーネット」に出入りしている獣人の女性冒険者。ジャックとの賭けに負けて店内でストリップをする破目になった。
女兵士
声：神崎ちひろ
「ホーネット」に出入りしている王城の女性兵士。ジャックとの賭けに負けて店のウェイトレスをする破目になった。

## 主題歌
「ブラウン通りで待ってます」
作詞・作曲・歌唱：畑亜貴